# Diocesi di Claterna
La diocesi di Claterna (in latino: Dioecesis Claternensis) è una sede soppressa e sede titolare della Chiesa cattolica.

## Storia
Incerte e scarse sono le notizie relative ad una presenza episcopale nell'antica città romana di Claterna, il cui sito archeologico si trova nel territorio del comune di Ozzano dell'Emilia.
Nel 379 sant'Ambrogio, vescovo di Milano, inviò una lettera ad un vescovo di nome Costanzo, di non specificata sede, per invitarlo a visitare saltuariamente la chiesa di Forum Cornelii, in quel momento sprovvista di vescovo. Lanzoni ritiene di poter attribuire la sede episcopale di Claterna a Costanzo.
Ma tale attribuzione è a tutt'oggi ipotetica, ed il dibattito è ancora aperto; eruditi e storici locali hanno attribuito il vescovo Costanzo alla diocesi di Faenza. Secondo Pietri, queste attribuzioni (Claterna o Faenza) non hanno fondamento.
Dopo l'abbandono dell'area urbana di Claterna (V-VI secolo) non vennero più nominati nuovi vescovi.
Dal 1966 Claterna è annoverata tra le sedi vescovili titolari della Chiesa cattolica; dal 24 febbraio 1990 il vescovo titolare è Antonio Racelis Rañola, già vescovo ausiliare di Cebu.

## Cronotassi dei vescovi titolari
- Bartolomé Carrasco Briseño † (18 maggio 1967 - 11 giugno 1971 nominato vescovo di Tapachula)
- Ricardo Jamin Vidal † (10 settembre 1971 - 22 agosto 1973 nominato arcivescovo di Lipa)
- Deogracias Soriano Iñiguez (3 luglio 1985 - 27 dicembre 1989 nominato vescovo di Iba)
- Antonio Racelis Rañola, dal 24 febbraio 1990